# Metal Forth
Metal Forth — пятый студийный альбом японской хеви-метал-группы Babymetal. Изначально выход был запланирован на 13 июня 2025 года, но затем несколько раз откладывался и в итоге был выпущен 8 августа 2025 года. Это первый альбом Babymetal, в котором Момоко Окадзаки официально участвует, и первый, выпущенный после подписания группой контракта с Capitol Records.  Metal Forth стал первым релизом японской группы, вошедшим в топ-10 Billboard 200.

## Об альбоме
Metal Forth был анонсирован 1 апреля 2025 года. Название представляет собой игру слов, означающую «за пределами металла» и отсылающую к представлению группы о нём как о своём четвёртом студийном альбоме. Это также первый альбом, записанный с участием Момоко Окадзаки с тех пор, как она присоединилась к группе в 2023 году.
Metal Forth включает в себя совместные работы со многими исполнителями. Совместный характер альбома знаменует собой отход от предыдущих альбомов группы; только три из его треков не содержат гостевого артиста. Он также известен разнообразным бэкграундом упомянутых артистов, среди которых Том Морелло, Polyphia и Поппи из США; Spiritbox из Канады; Electric Callboy из Германии; Bloodywood из Индии; и Slaughter to Prevail из России. Он спродюсирован создателем группы Kobametal совместно с Джорданом Фишем из английской группы Bring Me the Horizon, чья песня 2020 года «Kingslayer» была записана при участии Babymetal.

## Отзывы
| Совокупная оценка | Совокупная оценка |
| Источник          | Оценка            |
| ----------------- | ----------------- |
| Metacritic        | 77/100            |
| Оценки критиков   |                   |
| Источник          | Оценка            |
| Blabbermouth      | 8/10              |
| Clash             | 7/10              |
| DIY               | [ 11 ]            |
| Dork              | [ 12 ]            |
| Kerrang!          | 4/5               |
| 'Metal Hammer     | [ 14 ]            |
| Paste             | 8.5/10            |
| NME               | [ 16 ]            |
| Sputnikmusic      | 3.2/5             |

Metal Forth получил оценку семь из десяти от рецензента Clash Сэма Уокера-Смарта, который описал альбом как «неумолимо максималистичный, на который только могут рассчитывать фанаты — дерзкий вихрь международного сотрудничества, глянцевый хаос и безграничный энтузиазм». Blabbermouth присвоил ему оценку восемь из десяти, назвав его «дерзким наслаждением» и «самым ярким релизом Babymetal на сегодняшний день». Kerrang! дал альбому оценку четыре из пяти, отметив, что «здесь есть моменты гениальности. Создавая новые связи и пытаясь проложить новые пути, Metal Forth руководствуются благородными намерениями, а порой и превосходным исполнением». Dork оценил альбом на четыре из пяти, назвав его «сложным, отточенным и непоколебимым», и DIY, охарактеризовав его как «гармоничный и сбалансированный».
NME  дал альбому оценку 3/5 звёзд и отметил, что «хотя некоторые треки на Metal Forth демонстрируют лучшие стороны каждого артиста, другие кажутся наигранными, и в конечном итоге разбавляют фирменное звучание группы». Sputnikmusic присвоил альбому рейтинг 3,2 из пяти, заявив, что альбом «не ощущается как новый релиз, и, что более важно, он не звучит как альбом Babymetal».

## Список композиций
| №                   | Название                              | Автор(ы)                                                                              | Продюсер(ы)                                               | Длительность |
| ------------------- | ------------------------------------- | ------------------------------------------------------------------------------------- | --------------------------------------------------------- | ------------ |
| 1.                  | «From Me to U» (при участии Поппи)    | Джордан Фиш MK-metal Морайа Роуз Перейра                                              | Фиш Kobametal                                             | 3:25         |
| 2.                  | «Ratatata» (с Electric Callboy)       | Кевин Ратайчак Нико Саллах Даниэль Ханисс Паскаль Шилло MK-metal Norimetal            | Ханисс Kobametal Ратайчак Саллах Шилло Мануэль Раннер [c] | 3:37         |
| 3.                  | «Song 3» (с Slaughter to Prevail)     | 333-metal Александр Шиколай Джек Симмонс Никита Коржов Shikolai Takemetal Tatsuometal | Kobametal                                                 | 3:34         |
| 4.                  | «Kon! Kon!» (при участии Bloodywood)  | Джаянт Бхадула Каран Катияр MK-metal Рауль Керр Ryu-metal                             | Kobametal                                                 | 3:55         |
| 5.                  | «KxAxWxAxIxI»                         | Daiai Metal Cypher                                                                    | Kobametal                                                 | 2:36         |
| 6.                  | «Sunset Kiss» (при участии Polyphia)  | Megmetal MK-metal                                                                     | Kobametal                                                 | 3:33         |
| 7.                  | «My Queen» (при участии Spiritbox)    | Кортни Лапланте Дрю Фулк Майк Стрингер Q-metal Takemetal Закк Червини                 | Kobametal Wzrd Bld [англ.] Червини                        | 3:21         |
| 8.                  | «Algorism»                            | Aalgo-metal Norimetal                                                                 | Kobametal                                                 | 3:37         |
| 9.                  | «Metali!!» (при участии Тома Морелло) | Metal-Niki Norimetal Ryu-metal                                                        | Kobametal                                                 | 3:28         |
| 10.                 | «White Flame ー白炎ー»                | Kitsune of Metal God Mish－Mosh Su-metal T-metal                                      | Kobametal                                                 | 4:25         |
| Общая длительность: | Общая длительность:                   | Общая длительность:                                                                   | Общая длительность:                                       | 35:31        |

## Участники записи
Сведения взяты из Tidal.

### Babymetal
- Su-metal — вокал
- Moametal — бэк-вокал
- Momometal — бэк-вокал

### Дополнительные музыканты
- Джордан Фиш[англ.] — гитара (1)
- Джулиан Гарджуло[англ.] — гитара (1)
- Стивен Харрисон — гитара (1)
- Поппи — вокал (1)
- Даниэль Клоссек — бас (2)
- Дэвид Фридрих — ударные (2)
- Даниэль Ханисс — гитара (2)
- Паскаль Шилло — гитара (2)
- Кевин Ратайчак[англ.] — вокал (2)
- Нико Саллах[англ.] — вокал (2)
- Джек Симмонс — гитара (3)
- Мэтью К. Хифи — сямисэн (3)
- Алекс Террибл — вокал (3)
- Каран Катияр — гитара (4)
- Джаянт Бхадула — вокал (4)
- Рауль Керр — вокал (4)
- Daidai — гитара (5)
- Megmetal — гитара, программирование (6, 8, 9); бас (8, 9)
- Скотт Лепейдж — гитара (6)
- Тим Хенсон — гитара (6)
- Майк Стрингер — гитара (7)
- Кортни Лапланте[англ.] — вокал (7)
- Ryu-metal — гитара, программирование (9)
- Том Морелло — гитара (9)
- Leda — гитара, вокал (10)
- Tatsuometal — программирование (10)

### Технический персонал
- Тед Дженсен[англ.] — мастеринг
- Закк Червини[англ.] — сведение (1, 7), звукорежиссёр (7)
- Даниэль Ханисс — сведение (2)
- Егор Кротов — сведение (3)
- Каран Катияр — сведение (4)
- Цубаса Исибаши — сведение (5)
- Megmetal — сведение (6, 8, 9)
- Туи Мэдсен — сведение (10)
- Watametal — звукорежиссёр
- Дрю Фулк[англ.] — звукорежиссура, дополнительное сведение (7)
- Джулиан Гаргиуло — звукорежиссура, дополнительное микширование (7)
- Джош Гилберт[англ.] — звукорежиссёрское дело

## Чарты
| Чарт (2025)                                   | Высшая позиция |
| --------------------------------------------- | -------------- |
| Австралия (ARIA)                              | 31             |
| Австрия (Ö3 Austria)                          | 7              |
| Бельгия/Фландрия (Ultratop)                   | 35             |
| Бельгия/Валлония (Ultratop)                   | 6              |
| Нидерланды (Album Top 100)                    | 29             |
| Финляндия (Suomen virallinen lista)           | 47             |
| Франция (SNEP)                                | 79             |
| Франция (SNEP)                                | 5              |
| Германия (Offizielle Top 100)                 | 7              |
| Япония (Oricon)                               | 3              |
| Япония (Oricon)                               | 3              |
| Япония (Billboard Japan)                      | 15             |
| Япония (Oricon)                               | 1              |
| Шотландия (Scottish Albums Chart)             | 6              |
| Испания (Promusicae)                          | 85             |
| Швеция (Sverigetopplistan)                    | 9              |
| Швейцария (Schweizer Hitparade)               | 10             |
| Великобритания (UK Albums Chart)              | 17             |
| Великобритания (UK Rock & Metal Albums Chart) | 2              |
| США (Billboard 200)                           | 9              |
| США (Billboard)                               | 2              |
| США (Billboard World Albums)                  | 1              |

## Комментарий
1. 1 2  Cогласно официальной дискографии Babymetal, Metal Forth считается четвёртым альбомом группы, а The Other One — «концептуальным альбомом»[1]